# Nikolai Alho
Nikolai Aleksanteri Alho (ur. 12 marca 1993 w Helsinkach) – fiński piłkarz angielskiego pochodzenia występujący na pozycji obrońcy w węgierskim klubie MTK Budapest oraz w reprezentacji Finlandii. Wychowanek Honka, w trakcie swojej kariery grał także w takich zespołach jak Klubi 04, HJK, Lahti oraz Halmstads BK.